# خوارزم 58
خوارزم 58 ((بالإنجليزية: Algol 58)‏)، المسمى في الأصل IAL، هي واحدة من عائلة لغات برمجة الكمبيوتر خوارزم. كان تصميم حل وسط مبكر سرعان ما حل محله خوارزم 60. وفقًا لجون باكوس.
"كان لمؤتمر زيورخ ACM-GAMM دافعين رئيسيين لاقتراح IAL: (أ) توفير وسيلة لتوصيل الأساليب العددية والإجراءات الأخرى بين الأشخاص، و (ب) توفير وسيلة لتحقيق عملية محددة بشأن مجموعة متنوعة من آلات .. "
قدم خوارزم 58 المفهوم الأساسي للبيان المركب، لكنه كان مقيدًا بالتحكم في التدفق فقط، ولم يكن مرتبطًا بنطاق المعرف بالطريقة التي كانت بها كتل خوارزم 60.